# Perusia illustris
Perusia illustris là một loài bướm đêm trong họ Geometridae.